# Grands Anciens
Les Grands Anciens (Great Old Ones ou Old Ones) sont des créatures extraterrestres fictionnelles, originellement issues de l'œuvre littéraire de l'écrivain américain Howard Phillips Lovecraft. 
Le concept même de « Grand Ancien » demeure indéfini dans les fictions de Lovecraft puisque le vocable désigne plusieurs sortes d'entités selon la perception plus ou moins biaisée des narrateurs. Parmi les êtres désignés de la sorte, vénérés parfois comme des divinités par certains mortels dévoyés, la plus célèbre création de Lovecraft demeure Cthulhu, gigantesque créature tentaculaire piégée dans la cité engloutie de R'lyeh.
Par la suite, plusieurs écrivains imaginent d'autres Grands Anciens dans le cadre du Mythe de Cthulhu, ensemble de pastiches littéraires inspirés par l'œuvre de Lovecraft. Créateur du terme « mythe de Cthulhu », l'écrivain et éditeur américain August Derleth réinterprète les Grands Anciens comme des forces élémentaires et maléfiques, comparables aux anges déchus du christianisme. Néanmoins, les exégètes du « maître de Providence » critiquent cette conception en arguant qu'elle constitue un contresens au regard de la notion lovecraftienne d'horreur cosmique et matérialiste.

## Présentation

### Mythe de Cthulhu selon August Derleth

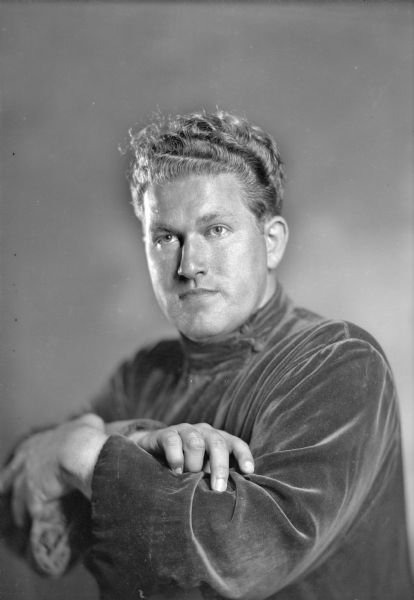
August Derleth en 1939.

Originaire de Sauk City dans l'État du Wisconsin et correspondant de Lovecraft avant de devenir son éditeur posthume, le jeune écrivain August Derleth baptise « Mythe de Cthulhu » l'ensemble des récits qui se rattachent censément aux fictions de Lovecraft. Ce faisant, Derleth incorpore au « Mythe » ses propres créations ainsi que ses interprétations anthropocentristes et manichéennes diamétralement opposées au cosmicisme de l'athée Lovecraft. Probablement en raison de sa culture catholique, Derleth échafaude une dichotomie similaire à celle du Dieu judéo-chrétien bannissant Lucifer du Paradis.
Très tôt, du vivant même de Lovecraft, Derleth assimile les entités lovecraftiennes à des créatures mauvaises tandis que dans les récits du « maître de Providence », ces redoutables entités cosmiques tiennent les mortels pour quantité négligeable et suivent leurs propres desseins incompréhensibles à l'esprit humain.

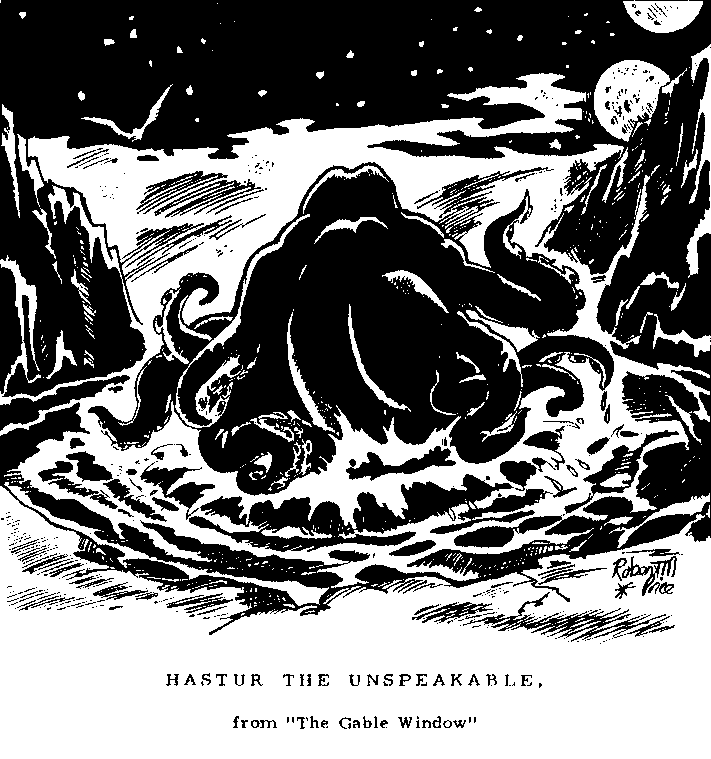
Hastur l'indicible tel qu'il apparaît dans la nouvelle « La Fenêtre à pignon » (1957) d'August Derleth.
Illustration de Robert M. Price publiée dans Crypt of Cthulhu no 6, numéro spécial « August Derleth », 1982.

Le pulp Weird Tales publie en août 1932 la nouvelle The Lair of the Star-Spawn (dont le titre a été suggéré par Lovecraft). Derleth y mentionne « Cthulhu, Hastur l'indicible, Lloigor et Zhar, les doubles obscénités, et d'autres » comme des « Anciens Dieux » (Elder Ones ou Elder Gods), « êtres maléfiques » (evil beings) autrefois combattus et vaincus par les « Grands Anciens » (Great Old Ones) dans le cadre d'une lutte pour la suprématie sur la planète Terre. Initialement, Derleth emploie donc le vocable « Grands Anciens » pour désigner les adversaires des méchants Anciens Dieux, usage qu'il inverse par la suite.
Le 15 juin 1934, August Derleth adresse une lettre à l'écrivain Robert Barlow où il lui expose brièvement sa conception de « la mythologie » telle qu'il la comprend : « les Anciens (the Ancient or Old Ones) gouvernaient les Univers. Contre leur autorité se révoltèrent le maléfique Cthulhu, Hastur l'indicible, etc., qui engendrèrent en conséquence  le peuple Tcho-Tcho et d'autres créatures adonnées à leur culte. »
Dans l'article « H. P. Lovecraft, Outsider », rédigé peu de temps après la mort du « maître de Providence » et publié dans le magazine River en juin 1937, August Derleth prête au défunt plusieurs opinions erronées, observe le critique littéraire S. T. Joshi. Ainsi, sur la foi d'une citation apocryphe de Lovecraft — mentionnant censément la pratique de la « magie noire » par ses créatures fictionnelles —, Derleth attribue à son ex-correspondant ses propres conceptions relatives au « Mythe de Cthulhu » soi-disant similaire au « mythe chrétien,. »
Dans la nouvelle « Le retour d'Hastur » (The Return of Hastur), vraisemblablement conçue dès février 1932 puis rédigée à partir de janvier 1933 avant de paraître finalement dans Weird Tales en mars 1939, August Derleth décline plus longuement ses conceptions par l'intermédiaire du personnage Paul Tuttle : « cette mythologie découle d'une source commune avec la légende de la Genèse », malgré une ressemblance superficielle. Tuttle conjecture l'antériorité de la « mythologie cosmique et éternelle » dont les acteurs sont « de deux essences uniquement : les Vieux, ou Anciens, les Dieux Aînés issus du Bien cosmique (the Old or Ancient Ones, the Elder Gods, of Cosmic Good), et ceux qui sont issus du Mal cosmique qui portent différents noms, eux-mêmes appartenant à différents groupes. » Ces groupes correspondent aux forces élémentaires, selon Tuttle, qui poursuit son « petit cours » à l'intention du narrateur Haddon : « Il y a très longtemps, les Anciens bannirent les Mauvais (the Evil Ones) de l'espace cosmique et les emprisonnèrent en différents lieux. Mais avec le temps, ceux-ci ont donné naissance à des suppôts de Satan qui ont entrepris de préparer leur retour. Les Anciens n'ont pas de nom, mais leur pouvoir est, et sera, apparemment, suffisant pour faire échec à celui des autres. » Bien que les groupes d'élémentaires maléfiques s'opposent entre eux, « tous haïssent et craignent les Anciens. Ils rêvent de les abattre un jour ou l'autre ». La nouvelle se clôt par l'affrontement entre Cthulhu, « l'élémentaire de l'eau », et Hastur « l'élémentaire de l'air », avant qu'une intervention divine les contraigne derechef à l'exil.

### Jeux de rôle

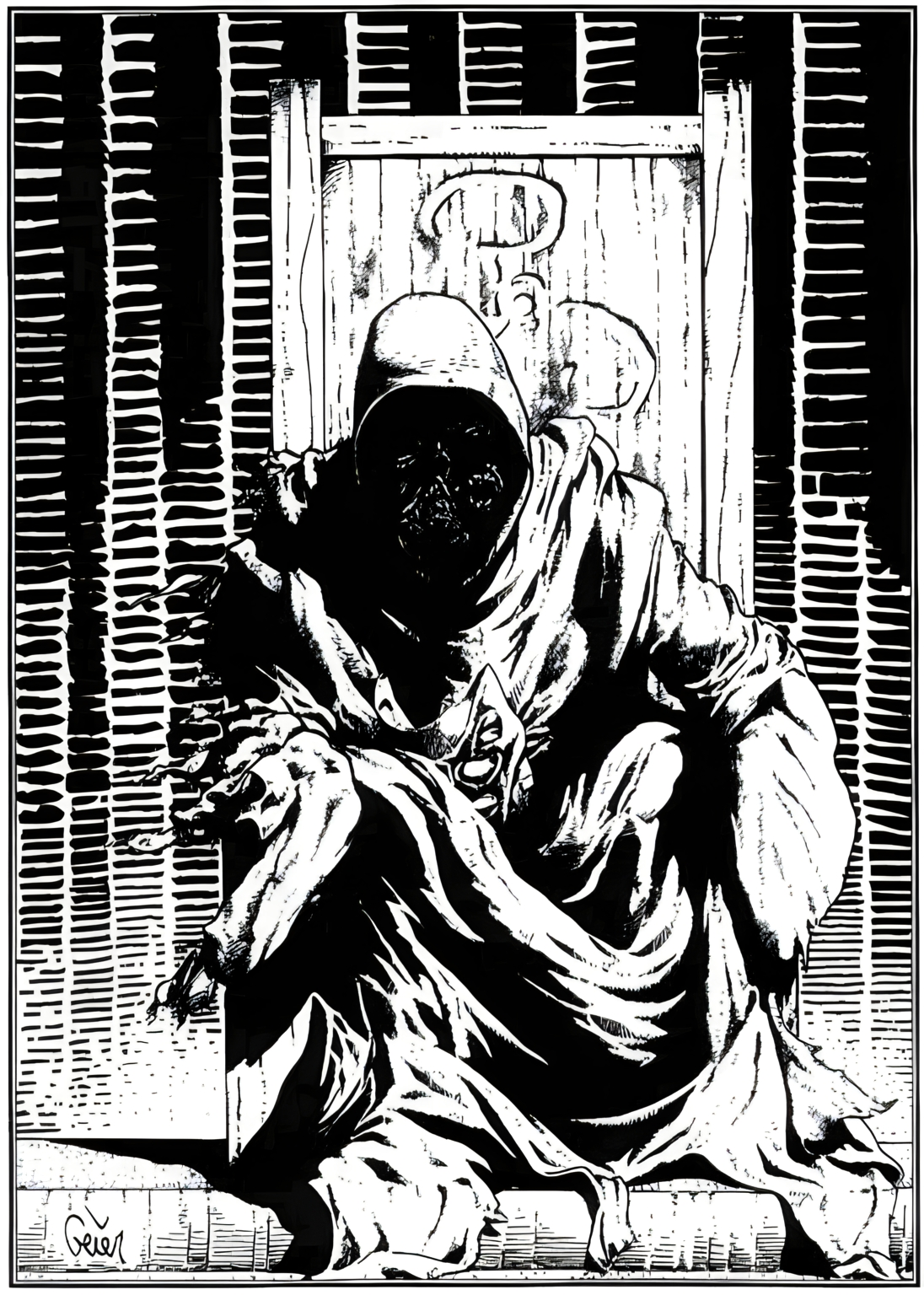
Le Roi en jaune, avatar du Grand Ancien Hastur dans le jeu de rôle L'Appel de Cthulhu publié par Chaosium.
Illustration d'Earl Geier.

Publié par les éditions Chaosium depuis 1981, le jeu de rôle L'Appel de Cthulhu intègre dans son contexte ludique de nombreux monstres issus de divers textes littéraires qui se rattachent au mythe de Cthulhu. Les créateurs du jeu, Sandy Petersen et Lynn Willis, procèdent à une classification et une hiérarchisation des créatures (« serviteurs », « races indépendantes », etc.). Certaines entités sont ainsi regroupées sous le terme générique « Grands Anciens. »
Cependant, le jeu de rôle adopte une hiérarchie qui différencie les « Dieux extérieurs » (Outer Gods) des Grands Anciens en question. Les premiers y personnifient des forces cosmiques comme le chaos ou la fertilité. Les seconds sont des entités extraterrestres qui ne sont pas d'essence divine, en dépit de leur puissance et du culte dont elles font parfois l'objet,.
L'Appel de Cthulhu distingue ainsi Azathoth, Yog-Sothoth, Shub-Niggurath et Nyarlathotep parmi les Dieux extérieurs, sans compter d'autres divinités non identifiées, aveugles et stupides. Le vocable « Dieux extérieurs » provient peut-être des « Autres Dieux » (Other Gods), entités mystérieuses mentionnées dans les nouvelles lovecraftiennes Les Autres Dieux (The Other Gods (en)), L'Étrange maison haute dans la brume et La Quête onirique de Kadath l'inconnue. « Âme et messager » de ces redoutables Autres Dieux, Nyarlathotep protège les « faibles dieux de la Terre » depuis les « contrées du rêve » (the Dreamlands).
Le jeu de rôle catégorise, en tant que Grands Anciens, Cthulhu, Hastur, Dagon, Ithaqua, Rhan-Tegoth et de nombreuses autres entités au fur et à mesure de la parution de suppléments et des rééditions remaniées du livre de base détaillant le contexte et les règles. L'Appel de Cthulhu prête également divers noms, voire différents avatars, à plusieurs Grands Anciens.
De surcroît, le jeu spécifie que les Grands Anciens ne représentent pas « le mal à l'échelle cosmique » par opposition à de bienfaisants Dieux très anciens. Outre l'abandon de cette notion imaginée par August Derleth, L'Appel de Cthulhu ne reprend pas davantage le concept derlethien de forces élémentaires (terre, eau, feu et air) associées à tel ou tel Grand Ancien. Soulignant l'incohérence de cette idée (« si Cthulhu est un dieu de l'eau, pourquoi est-il « mort » du fait qu'il se trouve sous la mer ? »), les auteurs affirment qu'elle « affaiblit le concept de base décrivant les Grands Anciens comme de monstrueuses créatures extraterrestres. »

### Sources primaires

#### Littérature

Le signe des Anciens (Elder sign en anglais), comme calligraphié par Lovecraft dans une lettre de 1930 à Clark Ashton Smith.

- Howard Phillips Lovecraft et al. (édition présentée et établie par Francis Lacassin), Howard Phillips Lovecraft, vol. 1 : Les mythes de Cthulhu. Légendes du mythe de Cthulhu. Premiers contes. L'art d'écrire selon Lovecraft, Paris, Robert Laffont, coll. « Bouquins », 1991, 1re éd., XXXVI-1174 p. (ISBN 2-221-05684-1, présentation en ligne sur le site NooSFere).
- Howard Phillips Lovecraft et al. (édition présentée et établie par Francis Lacassin), Howard Phillips Lovecraft, vol. 2 : Contes et nouvelles. L'horreur dans le musée et autres révisions. Fungi de Yuggoth et autres poèmes fantastiques. Épouvante et surnaturel en littérature, Paris, Robert Laffont, coll. « Bouquins », 1991, 1re éd., VI-1341 p. (ISBN 2-221-06460-7, présentation en ligne sur le site NooSFere).
- Howard Phillips Lovecraft et al. (édition présentée et établie par Francis Lacassin), Howard Phillips Lovecraft, vol. 3 : Le monde du rêve. Parodies et pastiches. Les « collaborations » Lovecraft-Derleth. Rêve et réalité. Documents, Paris, Robert Laffont, coll. « Bouquins », 1992, 1re éd., V-1341 p. (ISBN 2-221-06461-5, présentation en ligne sur le site NooSFere).
- (en) Howard Phillips Lovecraft (édition préfacée, établie et annotée par S. T. Joshi), The Annotated H. P. Lovecraft, New York, Dell Publishing, 1997, 360 p. (ISBN 978-0-440-50660-7, présentation en ligne).
- (en) Howard Phillips Lovecraft (édition annotée par S. T. Joshi et Peter Cannon), More Annotated H. P. Lovecraft, New York, Dell Publishing, 1999, 312 p. (ISBN 978-0-440-50875-5, présentation en ligne).
- (en) Robert M. Price, The New Lovecraft Circle, New York, Random House, 1996, 449 p. (ISBN 0-345-44406-X).
- (en) C. Hall Thompson, Spawn of the Green Abyss, Robert M. Price, Fedogan & Bremer, 1992, 1946, 3rd éd. (ISBN 1-878252-02-X).
- (en) Gary Myers, The House of the Worm, Sauk City, WI, Arkham House, 1975 (ISBN 0-9789911-3-3), « Xiurhn ».
- (en) Joseph S. Pulver, Nightmare's Disciple : A Novel, Chaosium, 1999, 395 p. (ISBN 1-56882-118-2).

#### Jeu de rôle
- Sandy Petersen et Lynn Willis (trad. Jean Balczesak et Dominique Perrot, ill. John T. Snyder, Paul Carrick, Earl Geier, et al.), L'Appel de Cthulhu [« Call of Cthulhu »], Jeux Descartes, 1999, 5e éd., 319 p. (ISBN 2-7408-0207-2, présentation en ligne).